# Зацний Лев Ількович
Лев Ількович Зацний, псевдо: «Ар», «Троян», «Вік» (3 травня 1911, містечко Козова, нині смт Тернопільської області — 1 вересня 1940, с. Вара, Перемишльський повіт) — учасник українських Національно-Визвольних змагань, диригент.

## Життєпис

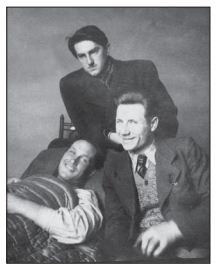
Лев Зацний — лежить, Левицький — стоїть. 1939–1941 рр.

Народився 3 травня 1911 року в містечку Козові (Бережанського повіту, Королівство Галичини і Володимирії, Австро-Угорщина, нині Тернопільського району  Тернопільської області, Україна). 
Закінчив Бережанську гімназію в 1931 році (під час навчання у 1929 вступив до лав ОУН), Краківську вищу торговельну школу. Керував дитячим та чоловічим хорами в Козові.
У 1929—1936 роках входив спочатку до повітового, потім окружного проводів ОУН Бережаншини. У 1936—1937 роках зокрема неодноразово перебував у Бучачі, куди його скерували створити нову мережу ОУН. У приміщенні Повітового Союзу Кооператив (де працював бухгалтером) з ним у 1936 році познайомилась Марія Кизимович. Щонайменше від 1938 року був заступником організаційного референта Крайового проводу. Призначений делегатом від краю ІІ Великого збору ОУН (Рим), але ні його, ні Романа Шухевича оточення Андрія Мельника не допустило до участі в нарадах.
Від квітня 1940 року організаційний референт Крайової Екзекутиви ОУН на Західно-Українських землях. У Львові перебував на конспіративній квартирі (вул. Пильникарська, 10), проживав у Романа Дяківа за адресою площа Юра, 5.
Загинув під час переходу кордону біля села Вара на Перемищині, де й похований.
У Козівській гімназії ім. Володимира Ґерети встановлене погруддя Л. Зацного (скульптор Іван Сонсядло).